# Marina Fiódorova
Marina Maksímovna Fiódorova (en ruso: Марина Максимовна Фёдорова; Sebastopol, Rusia; 10 de mayo de 1997) es una futbolista rusa. Juega como delantera y su equipo actual es el FK Spartak Moscú del Campeonato Ruso de fútbol femenino y forma parte de la selección de fútbol femenino de Rusia.

## Selección nacional
Fiódorova hizo su debut con la selección femenina de fútbol de Rusia en octubre de 2015 contra Alemania.